# تپه قزقلعه
تپه قز قلعه در شهرستان همدان، بخش شراء، دهستان شوردشت، روستای مسلم آّباد واقع شده و این اثر در تاریخ ۱۸ اسفند ۱۳۸۷ با شمارهٔ ثبت ۲۵۱۴۲ به‌عنوان یکی از آثار ملی ایران به ثبت رسیده است.